# Troglodyte des Santa Marta
Troglodytes monticola
Espèce
Statut de conservation UICN

 CR A3c+4c : 
En danger critique
Le Troglodyte des Santa Marta (Troglodytes monticola) est une espèce de passereaux de la famille des Troglodytidae. Il est endémique de la Colombie.